# هایکوهی میناسیان
هایکوهی میناسیان (ارمنی: Հայկուհի Մինասյան؛ انگلیسی: Haykuhi Minasyan؛ ۱۹۸۸) روزنامه‌نگار و فعال اهل ارمنستان است.

## زندگی‌نامه
وی در ۱۹۸۸ در ایروان به دنیا آمد و از دانشکده روابط بین‌الملل دانشگاه دولتی ایروان و دانشگاه دولتی ایروان فارغ‌التحصیل گشت 